# Dionísio Valedinski
Dionísio (em polonês: Dionizy, em russo: Диони́сий; nascido: Konstanty Nikołajewicz Waledyński; 4 de maio (16, de acordo com o calendário gregoriano) de 1876, Murom, Oblast de Vladimir, Império Russo - 15 de março de 1960, Varsóvia, Polônia) foi um bispo da Igreja Ortodoxa Russa, Metropolita de Varsóvia e Toda a Polônia e o primaz da Igreja Ortodoxa Polonesa de 27 de fevereiro de 1923 a 17 de abril de 1948.
Antes, ele foi bispo de Kremenets e vigário da diocese de Volínia de 1913 a 1922 e depois como arcebispo de Volínia e Kremenets de 1922 a 1923 antes de ser nomeado Metropolita de Varsóvia.

Ele continuou a trabalhar pela autocefalia da Igreja Ortodoxa Polonesa, que foi finalmente concedida pelo Patriarca de Constantinopla em seu Tomos de 1924. A Igreja Ortodoxa Russa na época, entretanto, não reconheceu a autocefalia polonesa. 